# Sofronio III di Alessandria
Papa Sofronio III (... – 1171), è stato papa e patriarca greco-ortodosso di Alessandria e di tutta l'Africa tra il 1137 e il 1171.
Fu presente all'incoronazione dell'imperatore Manuele Comneno. Secondo Giovanni Cinnamo, nel 1161 sarebbe stato tra i prelati presenti alle nozze dell'imperatore con Maria d'Antiochia.